# Svrchní křída
Svrchní křída je geologické období v době před cca 100 až 66 miliony let, mladší ze dvou epoch křídové periody. Charakterizuje ji výrazný rozvoj krytosemenných rostlin a dinosaurů, kteří v tomto období začínají svůj největší evoluční rozkvět. Na jejím konci došlo k velkému vymírání rostlinných i živočišných druhů, známé především jako „vyhynutí dinosaurů“, resp. pozorovatelné jako K-T rozhraní. Svrchní křída zakončuje druhohorní éru a následuje po ní třetihorní paleocén.
Dělení (stupně / věky) svrchní křídy:
- maastricht (72,1 - 66,0 Ma B2k)
- campan (83,6 - 72,1 Ma B2k)
- santon (86,3 - 83,6 Ma B2k)
- coniac (89,8 - 86,3 Ma B2k)
- turon (93,9 - 89,8 Ma B2k)
- cenoman (100,5 - 93,9 Ma B2k)